# 거타지
거타지(居陀知)는 9세기 경 신라의 무신, 외교관, 궁사이다. 진성 여왕의 왕자 김양정의 수행원으로 당나라에 다녀왔다.

## 생애
진성 여왕 때 왕자인 김양정이 당나라에 사신으로 가게 되었다. 진성 여왕은 백제의 해적을 염려하여 활 잘 쏘는 사람 50명을 함께 보냈는데, 거타지도 그중 한 사람으로 뽑혔다. 배가 한 섬에 이르렀을 때 풍랑을 만나 더 이상 앞으로 나아가지 않자, 섬에서 하룻밤을 머물렀다. 그 날 밤, 양정의 꿈에 한 노인이 나타나 활 잘 쏘는 사람 1명을 섬에 남겨두고 가면 풍랑이 가라앉을 것이라는 말을 하였다. 이에 거타지가 혼자 남아 있었는데, 한 노인이 나타나 자기 아들을 죽인 중을 죽여달라고 부탁했다. 거타지가 중을 처치하자, 노인은 자기 딸과 결혼해 주기를 바랐다. 노인은 딸을 꽃으로 변하게 하여 거타지의 품속에 넣어주었다. 거타지는 당으로 가서 양정 일행을 만나 무사히 귀국하였다. 그는 품고 온 꽃을 여자로 변하게 하여 함께 살았다고 한다.

## 같이 보기
- 진성여왕
- 김양정

## 참고 문헌
- 《삼국유사》권2, 〈기이〉2, 진성여대왕 거타지